# Paulino Vicente (hijo)
Paulino Vicente "El Mozo" (Oviedo, 20 de septiembre de 1924 - ibíd. 17 de mayo de 1956) fue un pintor asturiano, hijo del también pintor Paulino Vicente.

## Biografía
A pesar de su corta vida, la personalidad de Paulino Vicente Rodríguez Serrano, llamado El Joven o El Mozo para diferenciarlo de su padre, el también pintor del mismo nombre, se nos revela como una de las más sugestivas del arte asturiano de las décadas centrales del siglo XX.
Nacido en Oviedo en 1924, mostró muy pronto precoces actitudes para la creación artística, que se alimentaron y encauzaron en el medio familiar con el magisterio de su padre, Paulino Vicente (Oviedo, 1900-1990). Pensionado por la Diputación Provincial para seguir estudios en la Escuela Superior de Bellas Artes de San Fernando (Madrid), la evolución de una tuberculosis que se le había manifestado a los 15 años de edad (cinco años antes había perdido a su madre por la misma enfermedad) hizo que este aprendizaje se viese truncado por largos tratamientos médicos en sanatorios, por lo que puede considerarse que su formación fue prácticamente autodidacta, llegando a conseguir un brillante dominio de todas las técnicas. 
En Madrid tuvo tres amigos ovetenses: Marino Gómez Santos, que le introdujo en el ambiente intelectual, Juan Quirós y José María Jove. Allí visitaba constantemente el Museo del Prado y acudía, curiosamente, no a las tertulias de pintores, sino a las de escritores del Café Gijón, frecuentadas, entre otros, por César González Ruano, Gonzalo Torrente Ballester y Rafael Sánchez Mazas.
Su primera etapa creativa está muy influida por los modelos paternos, centrándose en la representación de una galería de tipos populares que reúne desde mineros asturianos y campesinos leoneses —realizados éstos durante su estancia en una residencia que había para enfermos preventivos de tuberculosis en la localidad leonesa de Pola de Gordón— hasta personajes del Madrid castizo. Emplea entonces el carbón, la témpera y, raramente, la acuarela, pero destaca sobre todo en el dominio de la difícil técnica del pastel, con la que realiza las mejores obras que mostrará en su primera exposición individual, celebrada en 1949 en la Universidad de Oviedo. La crítica lo saluda entonces como la más firme promesa de la pintura asturiana.
El estudio de los grandes maestros contemplados en el Museo del Prado como Ribera, Velázquez, Goya o El Greco, y el aprendizaje al lado de los artistas que definen la renovación del arte español de posguerra bajo el magisterio indiscutible de Daniel Vázquez Díaz, determinan la evolución que caracteriza su segundo periodo, significado por el empleo del óleo y la apertura a otras temáticas como el paisaje y ambiciosas composiciones con figuras en las que plasma ya una concepción estilística propia que culmina en obras tan significativas como Las Lavanderas, Paleadora de carbón y el retrato del escritor Pío Baroja, que presenta en su segunda individual en 1953 en la Diputación Provincial, y las dos últimas a la Exposición Nacional de Bellas Artes de 1954, siendo elogiadas por la crítica madrileña.
En ese último año va a dar comienzo su último periodo, en el que se abre a la realización de un arte decorativo aplicado a la arquitectura y pionero en lo que será una práctica habitual en los artistas asturianos de su generación. Realiza diseños para vidrieras, mosaicos de azulejos, y murales en lienzo para iglesias, edificios públicos y locales comerciales, al tiempo que su pintura se va haciendo cada vez más esencial, con volúmenes rotundos, formas simples y un vivo cromatismo en la que queda patente el atractivo que ejercen sobre él los cuatrocentistas italianos, en especial Piero della Francesca. Esa persecución del lenguaje original de la pintura lo conduce con naturalidad hacia una abstracción aún no definida pero que se intuye en sus últimas obras, realizadas poco antes de su muerte de una meningitis tuberculosa, acaecida el 7 de mayo de 1956, en su ciudad natal.
Entre el 11 de julio y el 23 de septiembre de 2005 tuvo lugar en la sala de exposiciones del Banco Herrero en Oviedo la muestra organizada por la Consejería de Cultura del Principado de Asturias y titulada Paulino Vicente "El Mozo" (1924-1956). Una entrega a la pintura, que permitía conocer no sólo el trabajo pictórico de Paulino Vicente, «El Mozo», sino también sus carbones, dibujos, acuarelas, bocetos para vidrieras y apuntes para obras decorativas. La muestra, integrada por noventa obras, tenía carácter de acontecimiento por lo que significaba de recuperación de un «artista sugestivo, de capacidad natural para el arte y abierto a la modernidad» (Francisco Crabiffose Cuesta, historiador, crítico de arte y comisario de exposiciones, autor de un riguroso estudio sobre su vida y obra).
Paulino Vicente Rodríguez Serrano "El Mozu" comenzó sus estudios junto a su padre. En 1941 consiguió una beca de la Diputación Provincial de Oviedo para estudiar en la "Escuela Superior de Bellas Artes de San Fernando" en Madrid.
Las lavanderas y Retrato de Don Pío Baroja son consideradas sus mejores obras y también de la pintura asturiana.

## Obra
- Higinio el lechero
- Mineros
- El niño del pan
- Remigia la curandera
- El sacristán de lomo verde
- Buenos días Sor María
- Las lavanderas
- Herrerita
- Retrato de Don Pío Baroja
- Vidrieras de San José

- Datos: Q2919645